# Viburnum toronis
Viburnum toronis är en desmeknoppsväxtart som beskrevs av Ellsworth Paine Killip och A. C. Smith. Viburnum toronis ingår i släktet olvonsläktet, och familjen desmeknoppsväxter. Inga underarter finns listade i Catalogue of Life.